# TUI플라이
TUI플라이(영어: TUIfly)은 독일의 저비용 항공사로 본사는 독일 하노버에 위치해 있으며 2007년에 설립했다. 또한 사용하고 있는 허브 공항으로 쯔바이브뤼켄 공항, 뒤셀도르프 국제공항, 쾰른 본 공항, 함부르크 공항, 하노버 공항, 슈투트가르트 공항, 뮌헨 국제공항이 있으며 계열사는 TUI 노르딕이 있다.

## 보유 기종
- 2012년 2월 기준으로 TUIfly는 다음과 같은 기종을 보유하고 있다.:[1]

## 같이 보기
- 코스에어 플라이
- 퍼스트 항공
- 아크플라이

## 사진

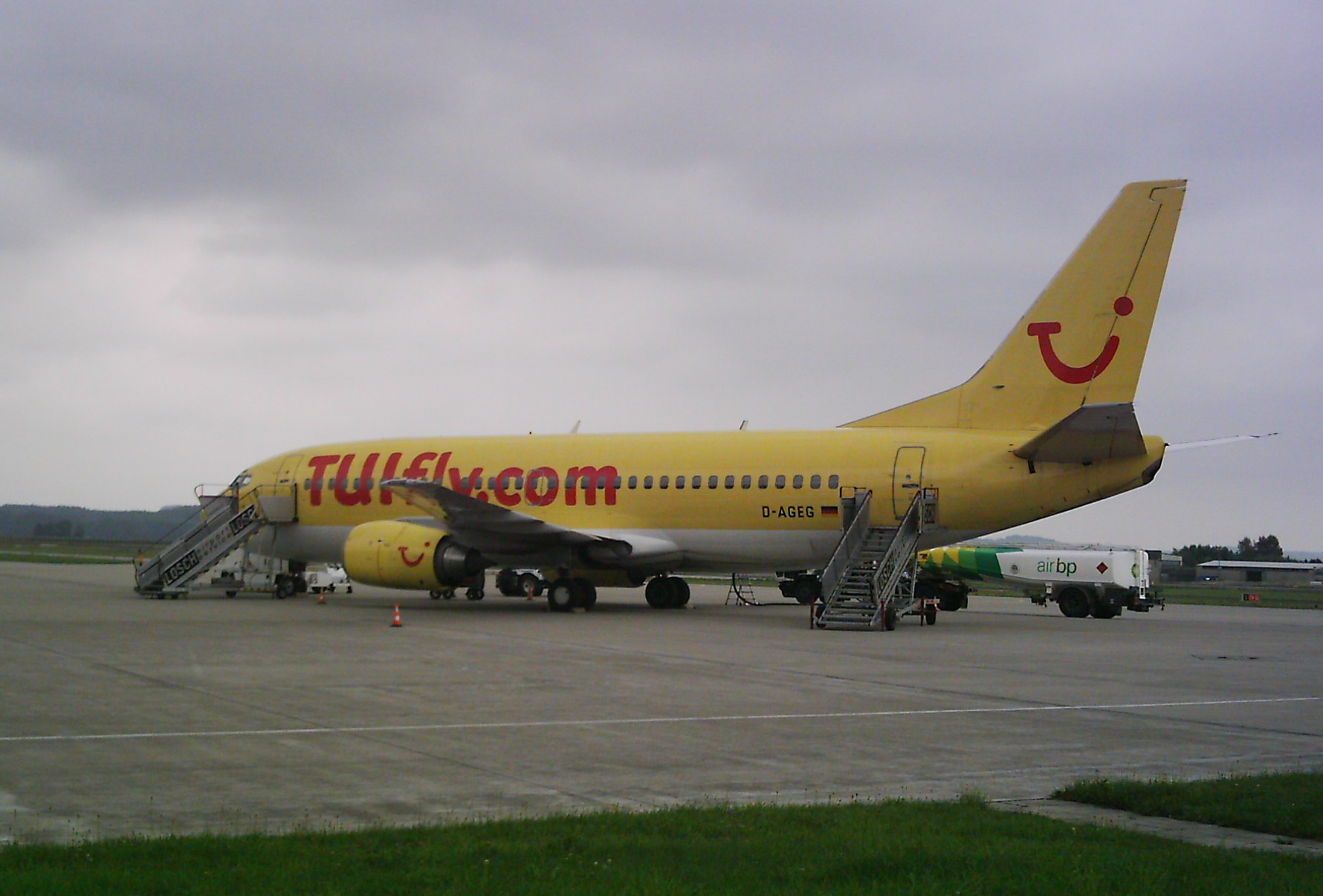
TUI플라이 소속 보잉 737-700 항공기
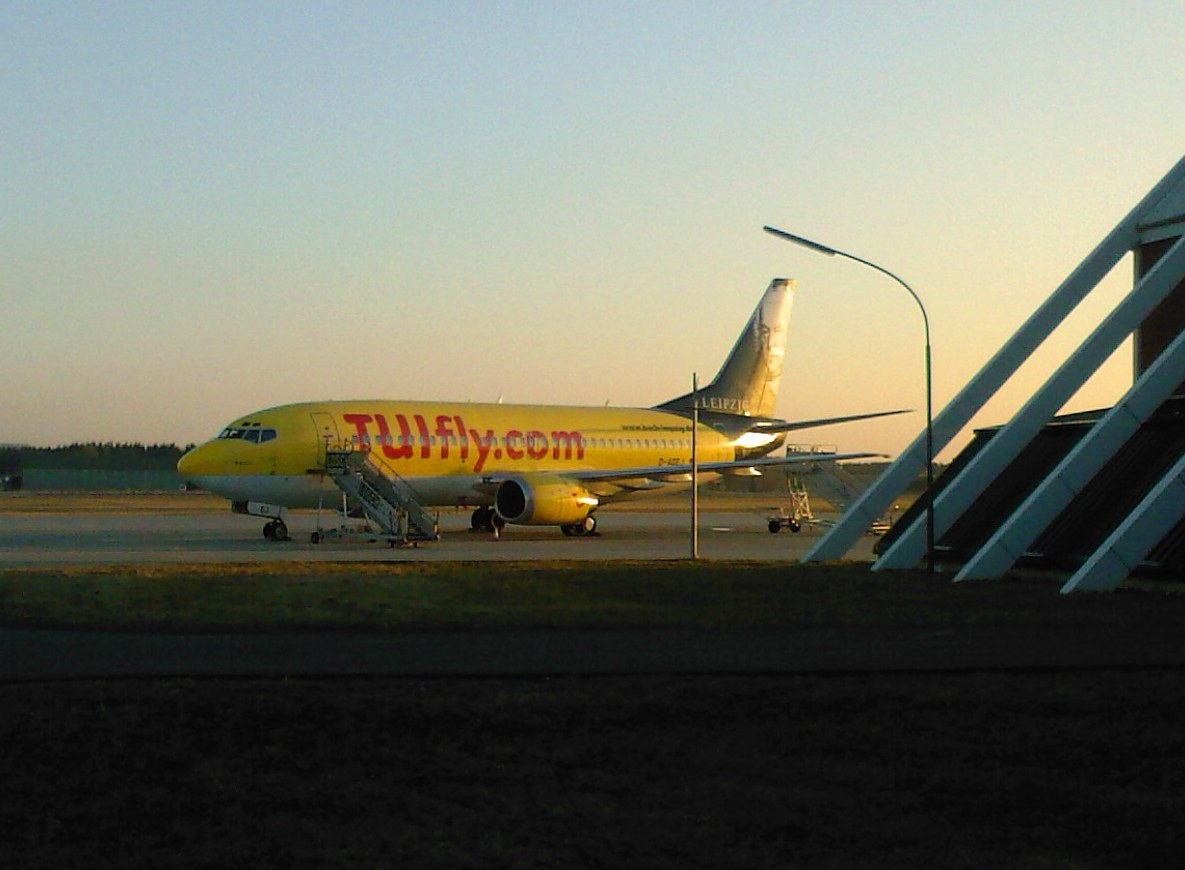
TUI플라이 소속 보잉 737-800 항공기
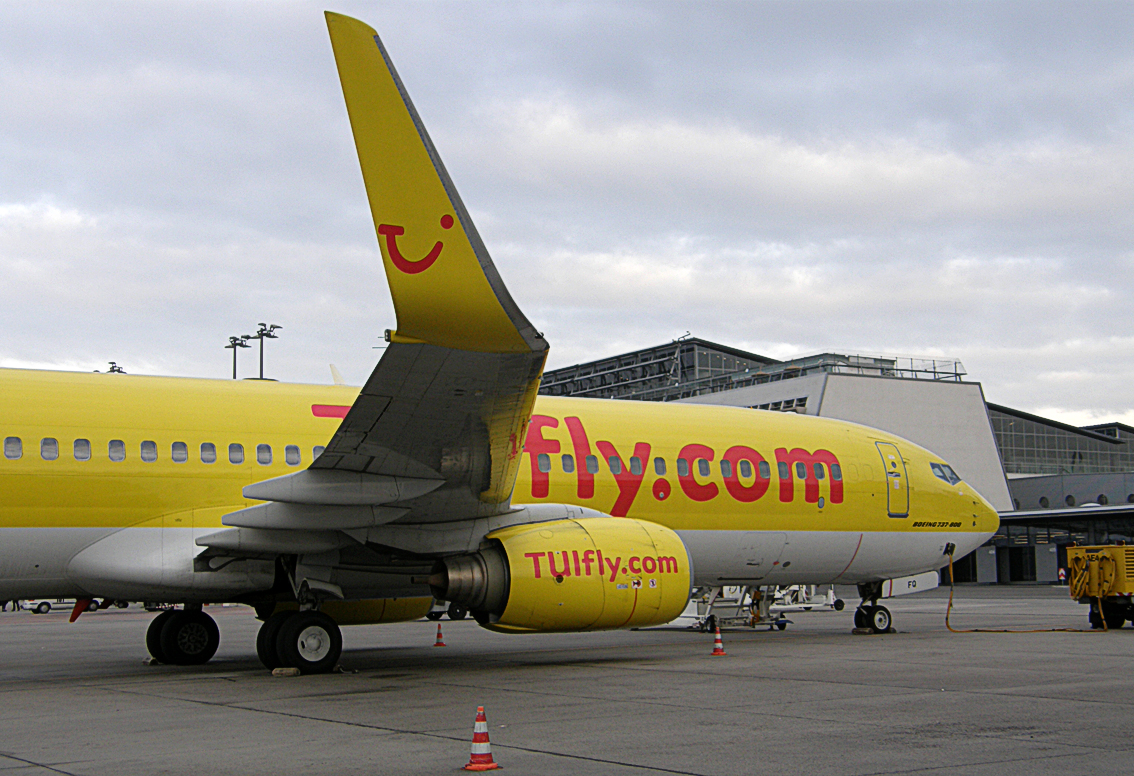
TUI플라이 소속 보잉 737-800 항공기